# František Michálek (politik živnostenské strany)
František Michálek (11. června 1888 Železný Újezd - ???) byl československý politik a meziválečný poslanec Národního shromáždění za Československou živnostensko-obchodnickou stranu středostavovskou.

## Biografie
Pocházel z rodiny tesaře Jana Michálka. Byl katolického vyznání, ale v roce 1912 z církve vystoupil a byl nadále evidován jako bez vyznání. Profesí byl obchodníkem. Bydlel v Plzni-Doubravce.
Po parlamentních volbách v roce 1935 se stal poslancem Národního shromáždění. Poslanecké křeslo si oficiálně podržel do zrušení parlamentu 1939, přičemž v prosinci 1938 ještě přestoupil do poslaneckého klubu nově ustavené Strany národní jednoty.